# Alcudia de Veo

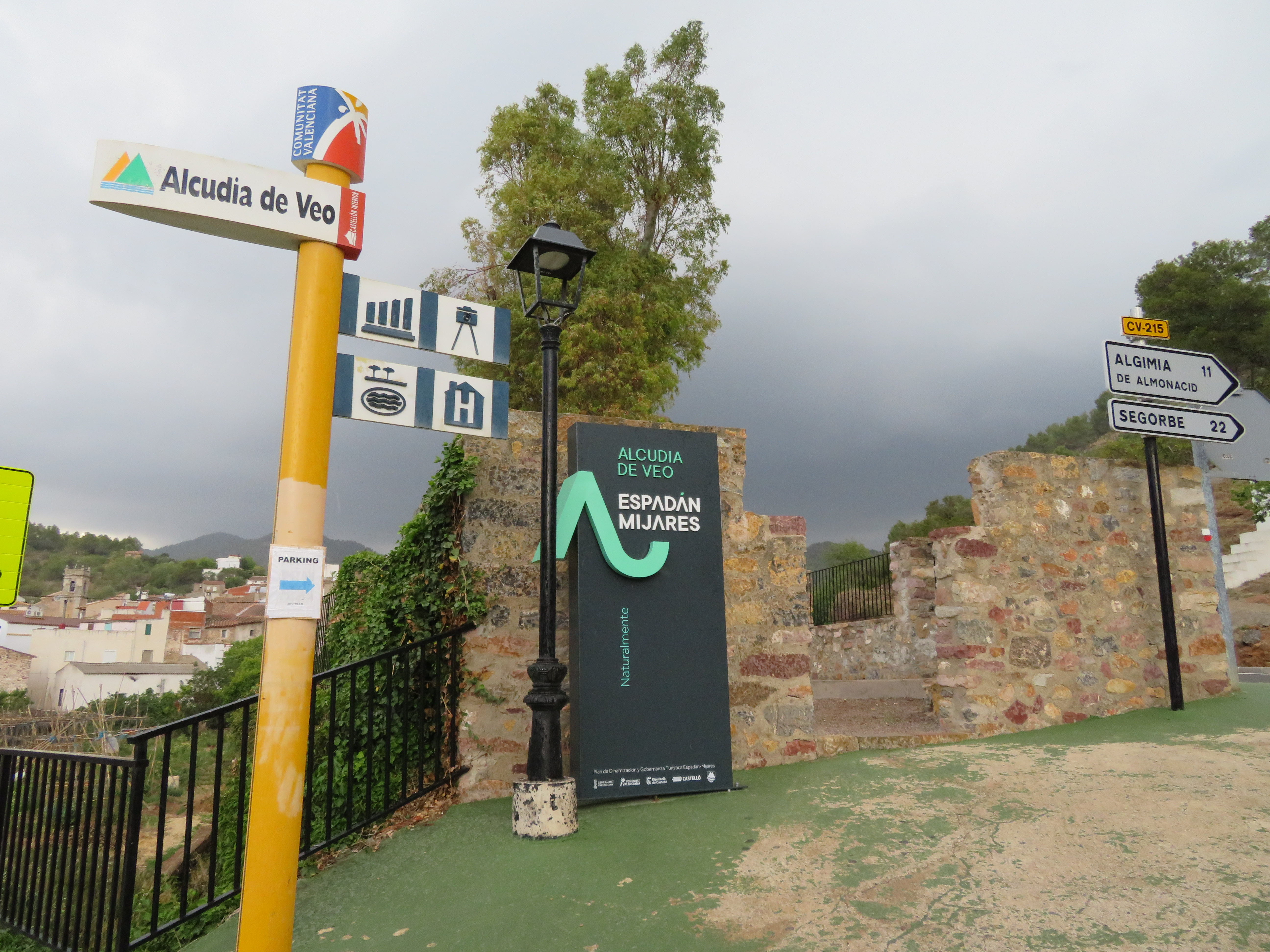
Alcudia de Veo, Castellón.

Alcudia de Veo è un comune spagnolo situato nella comunità autonoma Valenciana.